# The Avener
The Avener, artiestennaam van Tristan Casada (Nice, 23 januari 1987) is een Franse dj en producer. Hij produceert vooral deephouse.

## Biografie
Tristan Casara werd geboren in het Zuid-Franse Nice. Casara begon op 6-jarige leeftijd piano te leren spelen en volgde daarnaast klassieke muziek- en jazzlessen. Hij ging op 11-jarige leeftijd naar het conservatorium. Toen hij 14 was, begon Casara met het componeren van eigen liedjes. Als tiener wendde hij zich tot electro en deephouse en rond zijn zestiende maakt hij naam als dj, met name in de club L'Iguane café, een mekka voor het nachtleven van Nice.
In september 2014 nam hij de naam The Avener aan en bracht hij zijn eerste single uit: Fade Out Lines, een deephouseremix van "The Fade Out Line" van Phoebe Killdeer & The Short Straws. De plaat deed het meteen goed in Frankrijk en bezorgde The Avener ook een internationale hit. In Nederland en Vlaanderen werd het nummer een bescheiden succes. Begin 2015 werd Castle in the Snow uitgebracht en niet lang daarna To Let Myself Go, maar deze singles werden alleen in Franstalig Europa hits. De nummers zijn terug te vinden het album The Wanderings of the Avener, het debuutalbum van de dj dat in januari 2015 uitkwam.
Zijn tweede studioalbum, Heaven, verscheen in januari 2020. Het album deed het goed in de Franse albumlijst, maar bracht geen hits voort.

## Discografie

### Singles
| Single met eventuele hitnotering(en) in de Nederlandse Top 40 | Datum van verschijnen | Datum van binnenkomst | Hoogste positie | Aantal weken | Opmerkingen |
| ------------------------------------------------------------- | --------------------- | --------------------- | --------------- | ------------ | ----------- |
| Fade Out Lines                                                | 2014                  | 13-12-2014            | 35              | 4            |             |

| Single met hitnotering(en) in de Vlaamse Ultratop 50 | Datum van verschijnen | Datum van binnenkomst | Hoogste positie | Aantal weken | Opmerkingen      |
| ---------------------------------------------------- | --------------------- | --------------------- | --------------- | ------------ | ---------------- |
| Fade Out Lines                                       | 2014                  | 22-11-2014            | 24              | 19           |                  |
| Castle in the Snow                                   | 2015                  | 21-03-2015            | tip54           | -            | met Kadebostany  |
| To Let Myself Go                                     | 2015                  | 29-05-2015            | tip59           | -            | met Ane Brun     |
| We Go Home                                           | 2016                  | 21-03-2016            | tip             | -            | met Adam Cohen   |
| You Belong                                           | 2016                  | 10-09-2016            | tip             | -            | met Laura Gibson |